# اندیس سیلیس لارستان (برنجی و تبریزی)
سیلیس لارستان (برنجی و تبریزی) یک اندیس غیرفلزی است که در حوالی شهر معبد استان سمنان قرار دارد و مادهٔ معدنی موجود در آن، سیلیس است.  